# 1263
1263 (MCCLXIII) fue un año común comenzado en lunes del calendario juliano.

## Acontecimientos
- Batalla de Largs entre Noruega y Escocia por la soberanía de las islas escocesas.

## Fallecimientos
- Mindaugas, gobernante lituano.
- Alejandro Nevski,  líder de Rusia, príncipe de Nóvgorod y santo de la Iglesia ortodoxa rusa